# Sílvia Rizzo
Sílvia Teresa Palma de Lima, mais conhecida como Sílvia Rizzo, (Lisboa, Lapa, 30 de Novembro de 1967) é uma actriz portuguesa. Destacou-se em Olhos de Água e também na telenovela Saber Amar, Interpretou Joana Vilar na telenovela Fala-me de Amor. É também produtora de moda e de eventos, tendo-se aventurado na escrita, com a obra "Só Quero que Sejas Feliz".

## Biografia
Sílvia Teresa Palma de Lima  adoptou o nome artístico de Sílvia Rizzo porque segundo a mesma gosta de rir. Torna-se conhecida pelo seu trabalho como actriz e pelo seu apurado sentido de humor.
Sempre foi irreverente, na escola era a "palhacinha" da turma e ia muitas vezes para a rua. Com cerca de seis ou sete anos quando se chateava saía de casa e ficava à porta à espera que alguém a fosse buscar.
A sua mãe era actriz mas não conseguiu seguir a carreira mas queria muito que a filha fosse actriz. Sílvia estava mais ligada à música e na altura queria ir para a polícia.
Em 1991 grava um single com o "Projecto Alpha" e em que uma das duas canções foi feita com base num texto de João de Deus.. Começou por usar o nome "Sílvia Lima".
Apesar de não tencionar entrar no mundo da representação, fez uma aposta em como iria a uma audição com Filipe La Féria. Com Lá Féria participa em "Maldita Cocaína" (1993).
É convidada por João Baião para o "Café Concerto" que estava a fazer com Maria Rueff após está ter sido convidada para o programa "Bonecos da Bola" da RTP.
Em 1994 desempenhou vários papéis em Cabaret programa de La Féria feito para a RTP. Em 1995 participa na série Malucos do Riso.
Estreia-se nas novelas com Roseira Brava e Primeiro Amor. Em 2000 entra em Jardins Proibidos.
Em 2001 participa em Olhos de Água. Segue-se Sonhos Traídos e Saber Amar em 2002. Em 2004 entra em Morangos com Açúcar. Fala-me de Amor é a novela de 2005. Entra para a série Inspector Max ainda em 2005.
Separa-se de António Parente (NBP, SP televisão) em 2006.
Para a SIC grava Aqui não Há Quem Viva. Segue-se Nome de Código: Sintra em 2006 para a RTP. Ainda na SIC participa em Chiquititas (2007) e Rebelde Way (2008).
Em 2009 entra em Deixa que te Leve da TVI. Em 2011 participa na novela Remédio Santo
Em 2012 foi concorrente no programa "A Tua Cara não me É Estranha 2" concretizando um dos seus sonhos que é cantar.
Em 2015 participa em Dança com as Estrelas. Participa em A Única Mulher (telenovela).
É a mais nova de quatro irmãos e é a única mulher. A Teresinha, a Tekas e a Teté era a forma carinhosa como a tratavam quando era criança.
Teve uma boa infância com o pai, mas durante a adolescência perderam o contacto, tendo-se estabelecendo uma relação com algum afastamento, no entanto afirma que herdou o seu humor. A actriz estava em cena quando o pai faleceu, em Abril de 2008, tendo tido o apoio dos colegas quando recebeu a notícia.
Após a morte do pai, a revista VIP, na sua edição nº 564, de 7 a 13 de maio de 2008, publicou uma notícia revelando que «Sílvia Rizzo - abandonou as novelas para ficar à cabeceira dele durante a doença. Devastada com a morte do pai e o medo de perder a tutela dos filhos», existindo também referências às «agruras de um divórcio litigioso com o ex-homem forte da NBP e actual sócio da SP Televisão, António Parente» e à «inflexibilidade com que [António Parente] tem lidado com o divórcio» e também à «insensibilidade de António Parente em relação à Sílvia». Era igualmente revelado que «Sílvia Rizzo está praticamente descartada por quase todas as televisões». O conteúdo das afirmações foi desmentido por Sílvia Rizzo e confirmado como falso pelo Tribunal de Vila Franca de Xira, em sentença de 1 de Julho de 2010, tendo sido os seus autores condenados a penas de multa e ao pagamento de uma indemnização a António Parente, por danos não patrimoniais.
Em consequência, ainda em 2008, Sílvia Rizzo deslocou-se à redação da revista VIP, exigindo explicações e um pedido de desculpas por abordarem publicamente questões relacionadas com a sua família. Acompanhada do então marido, António Parente, a acção foi controversa porque Sílvia Rizzo foi acusada de agredir com um telemóvel o editor da revista, José Lúcio Duarte. Posteriormente desmentiu a notícia, classificando-a como "totalmente mentirosa, sem nível e desumana", e desmentiu a acusação de agressão: "Não agredi ninguém, mas da próxima, de certeza que o farei. Se ousarem publicar mais qualquer mentira sobre a minha vida ou a da minha família, agrido-os um a um!".
Do casamento com António Parente tem dois filhos, a Marta e  o António.

## Televisão
| Ano         | Projeto                                   | Papel                             | Notas                                                        | Canal      |
| ----------- | ----------------------------------------- | --------------------------------- | ------------------------------------------------------------ | ---------- |
| 1994        | Maldita Cocaína                           | Coro                              |                                                              | RTP1       |
| 1994        | Cabaret                                   | Vários Papéis                     | Elenco Principal                                             | RTP1       |
| 1995        | Roseira Brava                             | Sofia Figueiredo                  | Elenco Principal                                             | RTP1       |
| 1995        | Noite de Reis                             | Artista                           | Participação Especial                                        | RTP1       |
| 1995 - 1996 | Primeiro Amor                             | Susana                            | Elenco Principal                                             | RTP1       |
| 1996 - 1997 | Polícias                                  | Mariana                           | Elenco Principal                                             | RTP1       |
| 1996 - 1997 | Filhos do Vento                           | Ana Maria Simões                  | Elenco de 1996                                               | RTP1       |
| 1998        | Os Lobos                                  | Inspetora Graça Tomé              | Elenco Principal                                             | RTP1       |
| 1999 - 2000 | Os Malucos do Riso                        | Vários Papéis                     | Elenco Principal                                             | SIC        |
| 2000        | Crianças SOS                              | Charlotte                         | Participação Especial                                        | TVI        |
| 2000        | Super Pai                                 |                                   | Participação Especial                                        | TVI        |
| 2000 - 2001 | Jardins Proibidos                         | Pilar                             | Elenco Adicional                                             | TVI        |
| 2001        | Olhos de Água                             | Ana Maria «Anita» Oliveira        | Elenco Principal                                             | TVI        |
| 2002        | O Último Beijo                            | Apresen tadora                    | Elenco Adicional                                             | TVI        |
| 2002        | Saber Amar                                | Íris                              | Elenco Adicional                                             | TVI        |
| 2002        | Sonhos Traídos                            | Joana Veiga «Joaninha»            | Elenco Principal                                             | TVI        |
| 2004        | Morangos com Açúcar                       | Mercês                            | Elenco Principal                                             | TVI        |
| 2005 - 2006 | Inspetor Max                              | Inspetora- Chefe Teresa Henriques | Co-Protagonista                                              | TVI        |
| 2005        | Fala-me de Amor                           | Joana Vilar                       | Protagonista                                                 | TVI        |
| 2006        | Aqui Não Há Quem Viva                     | Rosário Escudeiro                 | Elenco Adicional                                             | SIC        |
| 2007        | Chiquititas                               | Silvana                           | Elenco Principal                                             | SIC        |
| 2007        | Nome de Código: Sintra                    | Paciente Psiquiátrica             | Elenco Adicional                                             | RTP1       |
| 2007        | Aqui Há Talento! (1.ª edição)             | Ela Própria                       | Jurada                                                       | RTP1       |
| 2008        | Liberdade 21                              |                                   | Participação Especial                                        | RTP1       |
| 2008        | Conexão                                   | Professora                        | Elenco Principal                                             | RTP1       |
| 2008        | Rebelde Way                               | Sónia Valentino                   | Elenco Principal                                             | SIC        |
| 2008        | Casos da Vida                             | Adelaide Telles de Melo           | Co-Protagonista                                              | TVI        |
| 2009 - 2010 | Deixa Que Te Leve                         | Lídia Teixeira de Sá              | Co-Protagonista                                              | TVI        |
| 2010 - 2011 | Sedução                                   | Natália                           | Elenco Principal                                             | TVI        |
| 2011 - 2012 | Remédio Santo                             | Eugénia Monforte                  | Protagonista                                                 | TVI        |
| 2012        | A Tua Cara Não Me É Estranha (1.ª edição) | Ela Própria                       | Concorrente                                                  | TVI        |
| 2012 - 2013 | Doida por Ti                              | Rita Galhardo                     | Elenco Principal                                             | TVI        |
| 2013        | Belmonte                                  | Carol Molina                      | Elenco Principal                                             | TVI        |
| 2014        | Bairro                                    | Lisete                            | Elenco Adicional                                             | TVI        |
| 2014        | Dança com as Estrelas (2.ª edição)        | Ela Própria                       | Concorrente                                                  | TVI        |
| 2014        | Suite n°7                                 | Ela Própria                       | Apresentadora, ao lado de Iva Domingues e Marta Aragão Pinto | TVI Ficção |
| 2015 - 2017 | A Única Mulher                            | Isabel Baptista                   | Elenco Principal                                             | TVI        |
| 2017        | Inspetor Max                              | Inspetora- Chefe Teresa Henriques | Participação Especial                                        | TVI        |
| 2017        | MasterChef Celebridades                   | Ela própria                       | Concorrente                                                  | TVI        |
| 2017        | Ouro Verde                                | Madalena Magalhães                | Participação Especial                                        | TVI        |
| 2018 - 2019 | Valor da Vida                             | Cidália Brito                     | Elenco Principal                                             | TVI        |
| 2019        | O Resto É Conversa                        | Ela Própria                       | Comentadora                                                  | TVI        |
| 2019        | Arraial TVI                               | Ela Própria                       | Apresentadora                                                | TVI        |
| 2019 - 2020 | Na Corda Bamba                            | Helena Nogueira                   | Elenco Principal                                             | TVI        |
| 2021 - 2025 | Festa é Festa                             | Conceição «São» Silva             | Co- Protagonista                                             | TVI        |
| 2022        | Uma Canção para Ti (5.ª Temporada)        | Ela própria                       | Jurada Convidada                                             | TVI        |
| 2022        | Pôr do Sol                                | Isabel Serpa Fução                | Elenco Principal                                             | RTP1       |
| 2024        | Família é Tudo                            | Joana Bastos                      | Participação Especial                                        | Rede Globo |
| 2025        | Funtástico                                | Ela Própria                       | Jurada substituta, nas ausências de Sara Prata               | TVI        |
| 2025        | Funtástico                                | Ela Própria                       | Jurada Convidada                                             | TVI        |
| 2025        | Star Park                                 | Ela Própria                       | Concorrente                                                  | TVI        |
| 2025        | Vai Direto                                | Isabel                            | Elenco Principal                                             | TVI        |
| 2025        | Congela                                   | Ela Própria                       | Concorrente                                                  | TVI        |

## Cinema
- Eclipse em Portugal

## Teatro
- Maldita Cocaína
- Café Concerto com João Baião
- A partilha